# Rotello
Rotello község (comune) Olaszország Molise régiójában, Campobasso megyében.

## Fekvése
A megye keleti részén fekszik. Határai: Montelongo, Montorio nei Frentani, San Martino in Pensilis, Santa Croce di Magliano, Serracapriola, Torremaggiore és Ururi.

## Története
A települést valószínűleg a longobárd időkben alapították. A következő századokban nemesi birtok volt. A 19. században nyerte el önállóságát, amikor a Nápolyi Királyságban felszámolták a feudalizmust.

## Népessége
A népesség számának alakulása:

## Főbb látnivalói
- Palazzo Colavecchio
- Santa Maria degli Angeli-templom